# قرحة القرنية
قرحة القرنية أو قرحة قرنوية (بالإنجليزية: Corneal ulcer)‏ أو التهاب القرنية القرحي (بالإنجليزية: Ulcerative keratitis)‏ هو حالة التهابية أو عدوى تصيب القرنية لتشمل تضرر النسيج الطلائي وتشمل سدى القرنية. قرحة القرنية حالة شائعة في المناطق المدارية والمجتمعات الزراعية. أما في الدول النامية، فتظهر هذه الحالة بسبب نقص فيتامين ا.